# Archivoteca (de rescatacánticos y poemazacotes)
Archivoteca (de rescatacánticos y poemazacotes) es el octavo álbum del grupo uruguayo de art rock La Tabaré Banda, lanzado en 2004 a través del sello Ayuí/Tacuabé, en formato CD.

## Contexto
Este es un disco-libro, que además de las canciones en sus 25 pistas, contiene un libro a modo de track interactivo en el que se podrá encontrar material que fue guardado durante años en el baúl de los archivos de la banda, ya que después de tanto tiempo en la escena y estudios de grabación se había acumulado una buena cantidad de material inédito. 
"Una extensa y ecléctica selección de 'RAREZAS' no incluidas en los discos oficiales, más una selección de poemas y un track interactivo que a modo de libro, permite conocer relatos, dibujos, fotos, canciones, teatro y poemas (o mazacotes), todo material elegido y ordenado cronológicamente por el propio Rivero." 
Algunas de estas canciones fueron registradas (como Demos) en aquellos viejos grabadores de cinta y guardadas durante muchos años, otras mejor conservadas en DAT y algunas (en el peor de los casos) en casetes, probablemente en muy mal estado.
Fue remezclado y masterizado por Riki Musso, en Tio Riki.

## Grabación
El librillo interno del CD incluye amplia información para cada uno de los temas:
Miel (Luna de) – Grabada en 1985, por Yamandú Mandracho. Músicos: Andrea Davidovics: voz, Riki Musso: bajo, Javier Silvera: guitarra, Álvaro Pintos: batería y Tabaré J. Rivero: voz.
Y por amor y Del plagio original – Grabadas y mezcladas en marzo de 1986, en 3 horas, en La Batuta, por Darío Ribeiro. Músicos: Andrea Davidovics: voz, Riki Musso: bajo y guitarra en "Y por amor" y voz en "El plagio original", Javier Silvera: guitarra, Álvaro Pintos: batería y Tabaré J. Rivero: voz.
Na garoa, El orden de las cosas y En alquitrán – Grabadas en marzo y mayo de 1990, en La Batuta, por Paco Grillo. El tema "En alquitrán" fue corregido una década más tarde, en São Paulo, Brasil. Se le agregaron varias pistas de guitarra y piano, en el Estudio Pinusi (San Pablo - Brasil). Músicos: Rudy Mentario: voz, guitarra y teclas, Bettina Mondino: voz, Rodolfo de Triana: bajo, José Canedo: batería y Tabaré J. Rivero: voz.
A sujeria da tuas orelhas – Grabada en 1991. Se trata de una versión en portugués de "La mugre de tus orejas", cantada por Rudy Mentario. Fue grabada en el mes de septiembre en el estudio La Canastita, por Riki Musso, y luego guardadas en un casete. Músicos: Rudy Mentario, Raquel Blatt: voces, Marcelo Martino: batería; Pablo Reyes: bajo y Tabaré J. Rivero: voz.
Sabotaje – Grabada en diciembre de 1992 en Studio Record. Tiempo después realizaron la filmación del mediometraje (video-home) Sabotaje, e incluyeron este tema (a pesar de las imperfecciones del mismo). Músicos: Gabriel Brikman: guitarra, Andrés Burghi: batería; Pablo Reyes: bajo y Tabaré J. Rivero: voz.
Vientos del sur, Post-crucifixión y Toda tu vida / Amasijando los blues – Grabadas en otoño 1993, en El Estudio, en vivo por Ernesto Depauli. Tres canciones que habían sido interpretadas a modo de homenaje a Dino Gastón Ciarlo, Pescado Rabioso y Días de Blues, en el ciclo: "Recital de sub-cultura y otros rocanroles"  realizado ese mismo año. De ahí surgió la idea de hacer el video-film Sabotaje, que las incluye, y que fuera realizado por Andrés Echevarría en ese mismo año. El video fue editado (en VHS) por Ayuí / Tacuabé. Músicos: Alejandra Wolff: voz, Gabriel Brikman: guitarra, Andrés Burghi: batería; Pablo Reyes: bajo y Tabaré J. Rivero: voz.
Numen – Grabada en 1995 probablemente en Tio Riki, por Riki Musso sobre la base de "Retro cantata onírica Nº 115". En una de las pruebas, con la misma música, Rivero, en vez de cantar la letra de la canción, cantó algunos versos del poema "Numen" de Julio Herrera y Reissig y así quedó registrado. Músicos: Hernán Rodríguez: guitarra, Diego Chapuís: bajo, Gustavo Castro: batería y Tabaré J. Rivero: voz.
No más presos – Grabada en vivo en IFU, en agosto de 1995, en homenaje a la banda española La Polla Records. Músicos: Alejandra Wolff: coro, Hernán Rodríguez: guitarra, Diego Chapuís: bajo, Gustavo Castro: batería y Tabaré J. Rivero: voz.
La apertura – Grabada en 2000 en La Rosca, por Gastón Ackermann, en el mes de enero. Músicos: Mónica Navarro: voz, Hernán Rodríguez: guitarra, Jorge Pi: bajo, Gastón Ackermann: batería, Roberto Martínez del Puerto: violonchelo y Tabaré J. Rivero: voz.
Una playa de olvidos – Grabada en octubre de 2003 en Tío Riki, por Riki Musso, Músicos: Jorge Pí: contrabajo, Mónica Navarro: voz, Hernán Rodríguez: primera guitarra y Tabaré J. Rivero: guitarra.
Qué dirá el santo padre – Grabada en 2003 en vivo por Ricardo “Dipa” Dipaolo en la Sala Zitarrosa. Músicos: Jorge Pí: bajo; Mónica Navarro: voz; Hernán Rodríguez: guitarra: Pablo “Pelao” Meneses: batería y Tabaré J. Rivero: voz.
Ley ley ley – Grabada en octubre de 2003, en Tío Riki por Riki Musso. Músicos: Mónica Navarro: voz, Hernán Rodríguez: guitarra; Jorge Pí: bajo,  y Tabaré J. Rivero: voz.
Vamos a viajar – Grabada en marzo de 1976 en el estudio PUS (donde luego sería La Batuta). Como esta canción no tiene nada que ver con La Tabaré, aparece en el CD como la “YAPA” (o Bonus Track). En ese año salió a la venta un disco basado en un cuento y varias canciones para público infantil llamado "Cachinés, el Lobito y la tortuga sonriente", dicho cuento fue escrito por Mario Rivero y editado por el sello Macondo. De las seis canciones de ese disco, tres fueron tocadas, cantadas y compuestas por Tabaré J. Rivero (hijo menor del autor del cuento), que hacía su debut como compositor e intérprete en un estudio de grabación, nueve años antes de grabar por primera vez con La Tabaré.
Todos los textículos fueron grabados en septiembre de 2003 en Tío Riki, por Riki Musso, excepto "Miscelanea VI", grabado por Daniel Maggiolo en su estudio personal para ser incluido (cosa que luego no sucedió) en Rocanrol del arrabal. Fueron elegidos y ordenados por Rivero, según los años de escritura y tratando de mantener un estilo común entre sí y con las canciones que los suceden.

## Lista de canciones
Todos  los temas pertenecen en letra y música a Tabaré J. Rivero, excepto los indicados.
| N.º | Título                                                                                | Duración |  |
| 1.  | «Miel (luna de)»                                                                      | 2:45     |  |
| 2.  | «Y por amor»                                                                          | 1:48     |  |
| 3.  | «Si la esquinas (Textículo)»                                                          | 0:34     |  |
| 4.  | «Del plagio original»                                                                 | 2:02     |  |
| 5.  | «Na garoa» (Letra: Tabaré J. Rivero - Música: Rudy Mentario)                          | 3:14     |  |
| 6.  | «En alquitrán» (Letra: Tabaré J. Rivero - Música: Rudy Mentario)                      | 5:02     |  |
| 7.  | «Miscelánea VI (Textículo)»                                                           | 0:16     |  |
| 8.  | «El orden de las cosas» (Letra: Tabaré J. Rivero - Música: Rudy Mentario)             | 4:46     |  |
| 9.  | «A sujeira das tuas orelhas» (Traducción: Rudy Mentario)                              | 2:09     |  |
| 10. | «Acelerado (Textículo)»                                                               | 0:20     |  |
| 11. | «Sabotaje»                                                                            | 8:45     |  |
| 12. | «Vientos del sur» (Gastón “Dino” Ciarlo)                                              | 1:52     |  |
| 13. | «Yo no sé (Textículo)»                                                                | 0:33     |  |
| 14. | «Post-crucifixión» (Pescado Rabioso)                                                  | 2:39     |  |
| 15. | «Toda tu vida / Amasijando los blues» (Daniel Bertolone)                              | 3:07     |  |
| 16. | «A esta hora (Textículo)»                                                             | 0:54     |  |
| 17. | «Númen» (Letra: Julio Herrera y Reissig – Música: Tabaré J. Rivero)                   | 1:48     |  |
| 18. | «No más presos» (La Polla Records)                                                    | 0:45     |  |
| 19. | «Ni eso (Textículo)»                                                                  | 1:37     |  |
| 20. | «La apertura»                                                                         | 1:53     |  |
| 21. | «Una playa de olvidos» (Letra: Tabaré J. Rivero - Música Jorge Pí y Tabaré J.Rivero)) | 3:05     |  |
| 22. | «Qué dirá el santo padre» (Violeta Parra)                                             | 2:25     |  |
| 23. | «¡Puff! (Textículo)» (Texto: Tabaré J.Rivero- Música: Riki Musso)                     | 0:57     |  |
| 24. | «Ley ley ley»                                                                         | 3:27     |  |
| 25. | «Vamos a viajar» (Letra: Mario Rivero - Música: Tabaré J. Rivero)                     | 0:49     |  |

## Músicos
Se especifica la participación de cada uno en "Grabación", según la canción y el año.

## Ficha técnica
- Técnico de grabación: Se especifica cada uno según la canción en "Grabación"
- Mezcla y masterización: Riki Musso
- Ilustración de tapa: Oscar Larroca
- Diseño gráfico: Sofia Battegazzore, con armado final de Federico Meneses
- Diseño y armado del surco interactivo: Federico Meneses
- Foto del librillo del CD: Matilde Campodónico
- Representante artístico: Andrés Rega
- Producción ejecutiva: Ayuí/Tacuabé